# Isophote

Isophotes sur un ellipsoïde

Une isophote est une courbe sur une surface connectant les points d'égale luminosité. 
En astronomie il s'agit d'une ligne d'égale intensité lumineuse sur une observation.